# Формула Гелл-Манна — Нісідзіми
Фо́рмула Гелл-Ма́нна — Нісідзі́ми у фізиці елементарних частинок пов'язує електричний заряд Q (в одиницях елементарного заряду) адрона, його баріонне число B, проєкцію ізоспіну Iz і дивність S:
{\displaystyle Q=I_{z}+{\frac {1}{2}}(B+S)=I_{z}+{\frac {1}{2}}Y,}
де {\displaystyle Y=B+S} — так званий гіперзаряд. У цьому вигляді формулу в 1955—1956 роках незалежно ввели Гелл-Манн і Нісідзіма, коли було виявлено квантове число дивність; виведена авторами з емпіричних даних, формула була важливим кроком до розробки кваркової моделі. Після виявлення нових ароматів кварків та відповідних їм квантових чисел (чарівність C, краса B' та правдивість T) формула набула такого вигляду:
{\displaystyle Q=I_{z}+{\frac {1}{2}}(B+S+C+B'+T)=I_{z}+{\frac {1}{2}}Y,}
до гіперзаряду увійшли додаткові доданки:
{\displaystyle Y=B+S+C+B'+T.}